# Серпник плавуноподібний
Серпник плавуноподібний (Drepanocladus lycopodioides) — вид мохів порядку гіпнобрієвих (Hypnales).

## Поширення
Ареал охоплює такі частини світу: Європа, Північна Америка, Азія.
Росте на вапнякових болотах і луках в місцях від частково затінених до сонячних. Часто росте у великих і тонких осокових виноградниках, часто затоплюючись водою.

## Характеристика

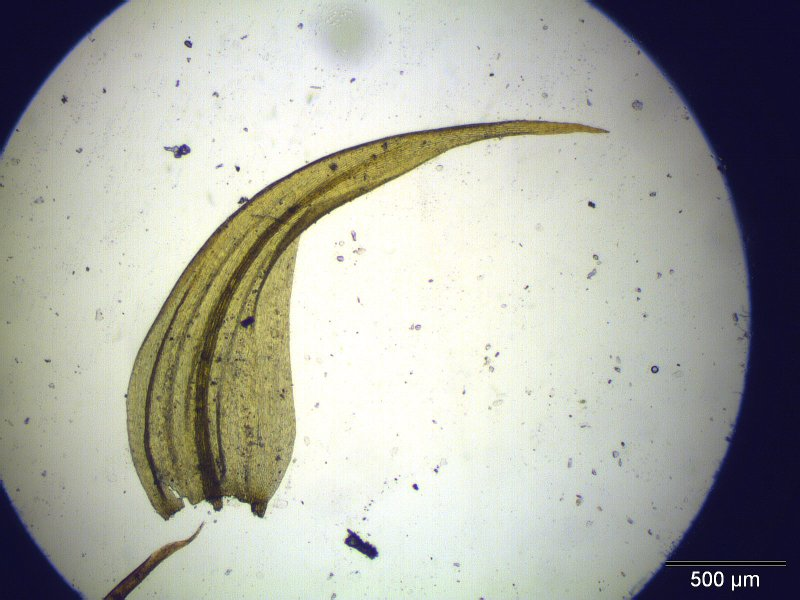

Рослини утворюють густі зелені до жовтувато-коричневих газонів. Рідкорозгалужені стебла, від лежачих до висхідних, і також можуть затоплюватися водою. Серпоподібні вигнуті листки мають місцями зазубрені краї і мають довжину приблизно 1.5–3 мм; листова жилка, яка відносно тонка біля основи, зазвичай досягає верхівки листа. Жовто-червона коробочкова ніжка довжиною до 4 см містить жовто-червоні подовжено-циліндричні коробочки.